# Fattigbyggnadsfonden
Fattigbyggnadsfonden var en fond som beviljade räntefria lån i samband med bostadsbygge för fattiga arbetarfamiljer i Stockholm. 

## Historik

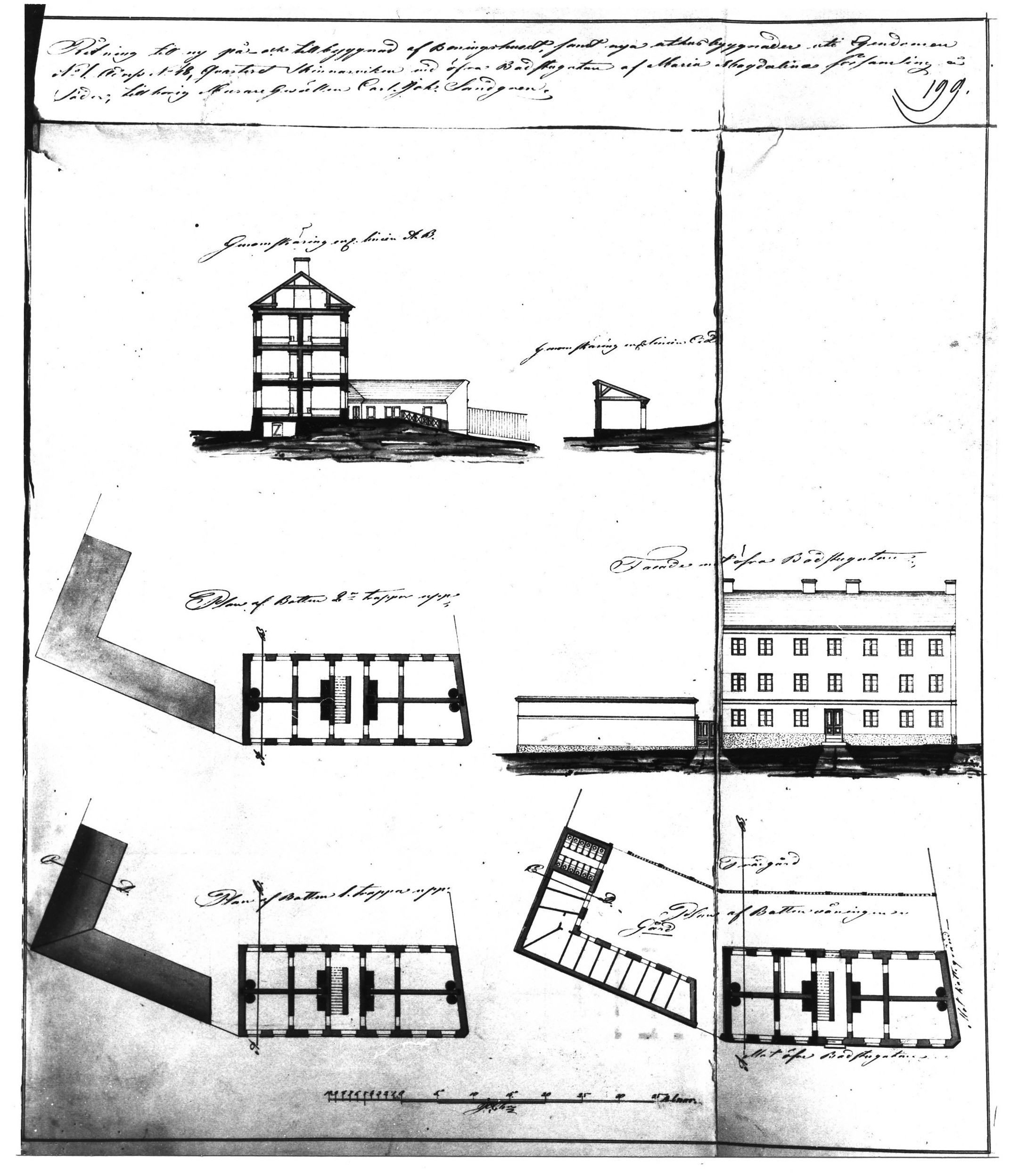
Bygglovsritning från 1852 för Bastugatan 48 som uppfyller Fattigbyggnadsfondens villkor.

Fonden grundades 1849 av Stockholms stads brandförsäkringskontor. Anledning var den enorma bostadsnöd och trångboddhet som började visa sig i Stockholm under 1800-talets mitt. I fonden avsattes en summa om totalt 60 000 riksdaler som skulle, fördelad på tre år, användas till låneunderstöd åt dem, som i Stockholm ville uppföra boningshus av sten. Lånen var räntefria. 
Bostäderna skulle upplåtas mot en lindrig hyra till fattiga hushåll ur arbetarklassen. Hyran bestämdes av Fattigvårdsstyrelsen och fick inte höjas utan dess tillstånd. Även lägenhetsstorleken var reglerad. Så kunde lån beviljas under förutsättning att nybygget innehöll minst fyra och högst 16 lägenheter och att varje lägenhet skulle utgöras av ett rum med köksspis (så kallade spisrum) alternativt ett rum och kök, men inte större. Om byggherren inte följde Fattigbyggnadsfondens regler skulle han riskera ”… att lånet med ränta till sex för Hundra ifrån och med det löpande till dess betalning sker genast till kontoret återgälda.”
År 1852 höjdes fondens medel med 40 000 riksdaler så att fonden vid den tiden beräknades till 100 000 riksdaler. Mellan 1851 och 1866 hade 21 låntagare erhållit större eller mindre belopp till uppförande av boningshus. De flesta låg på Södermalm inom Maria Magdalena och Katarina församlingar. Totalt producerades omkring 120 enrumslägenheter med lån från fonden.

## Exempel
Bland fortfarande existerande bostadshus som uppfördes med lån ur Fattigbyggnadsfonden finns:
- Skinnarviken 1, Bastugatan 48, östra delen (okänd arkitekt).
- Gröna gården, Kvastmakarbacken 1 (arkitekt Johan Fredrik Åbom).
- Bonden större 45, Södermannagatan 32-28 (okänd arkitekt).
- Haren 5, Yttersta Tvärgränd 7 (okänd arkitekt).
- Kaninen minsta 10, Yttersta Tvärgränd 10 (okänd arkitekt).

## Bilder, bevarade byggnader i urval

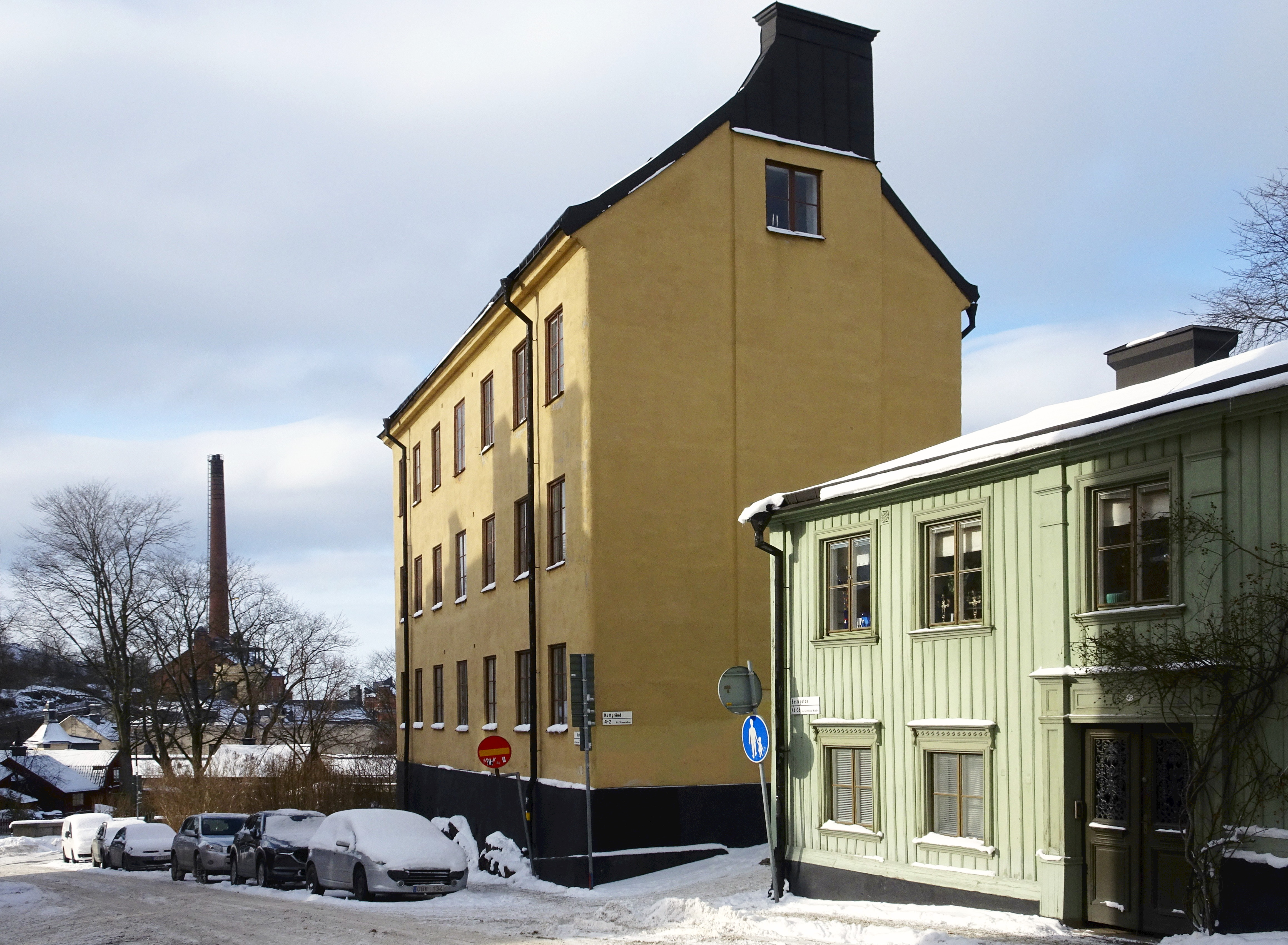
Bastugatan 48, byggår 1853.
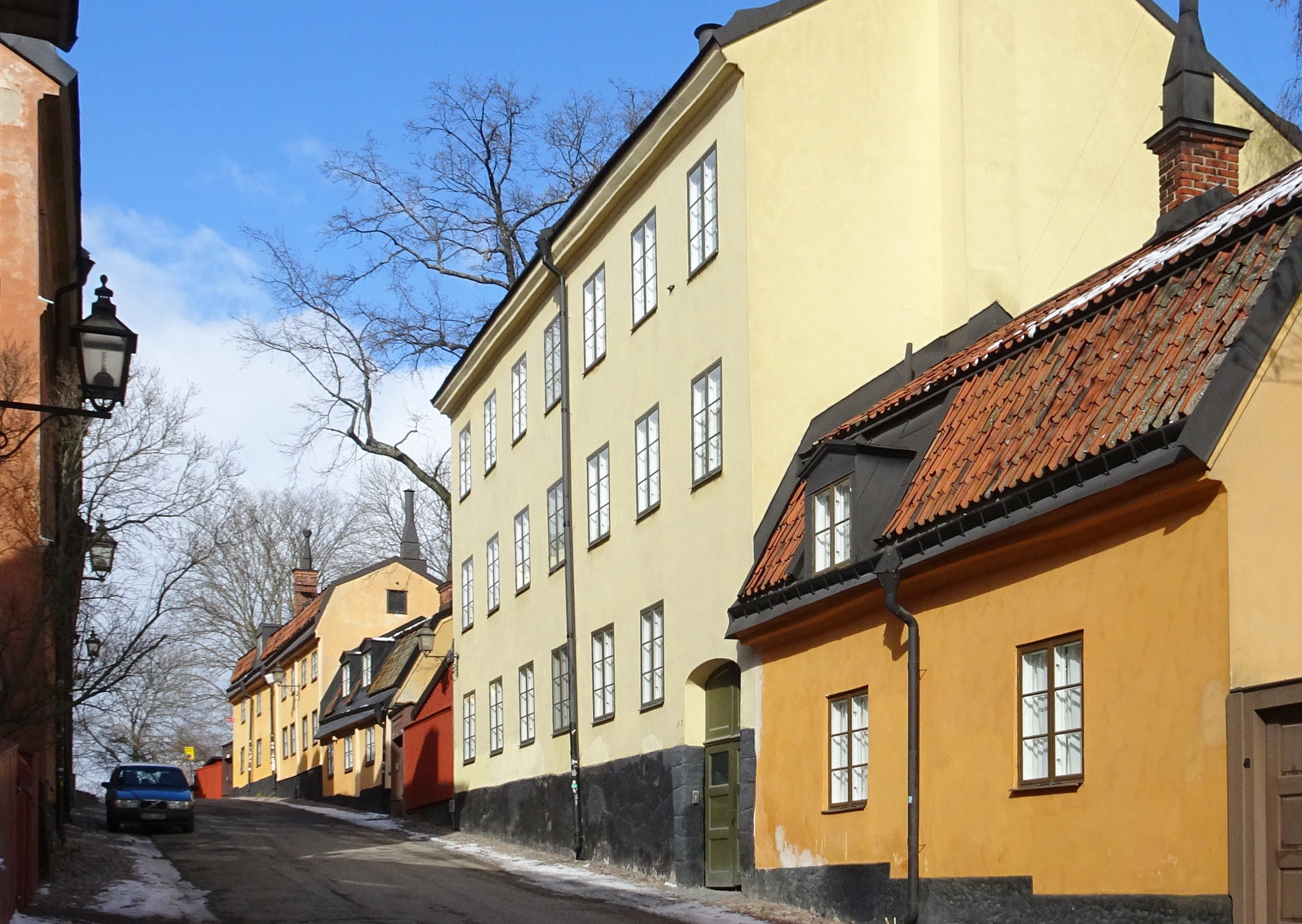
Yttersta Tvärgränd 7, byggår 1852.
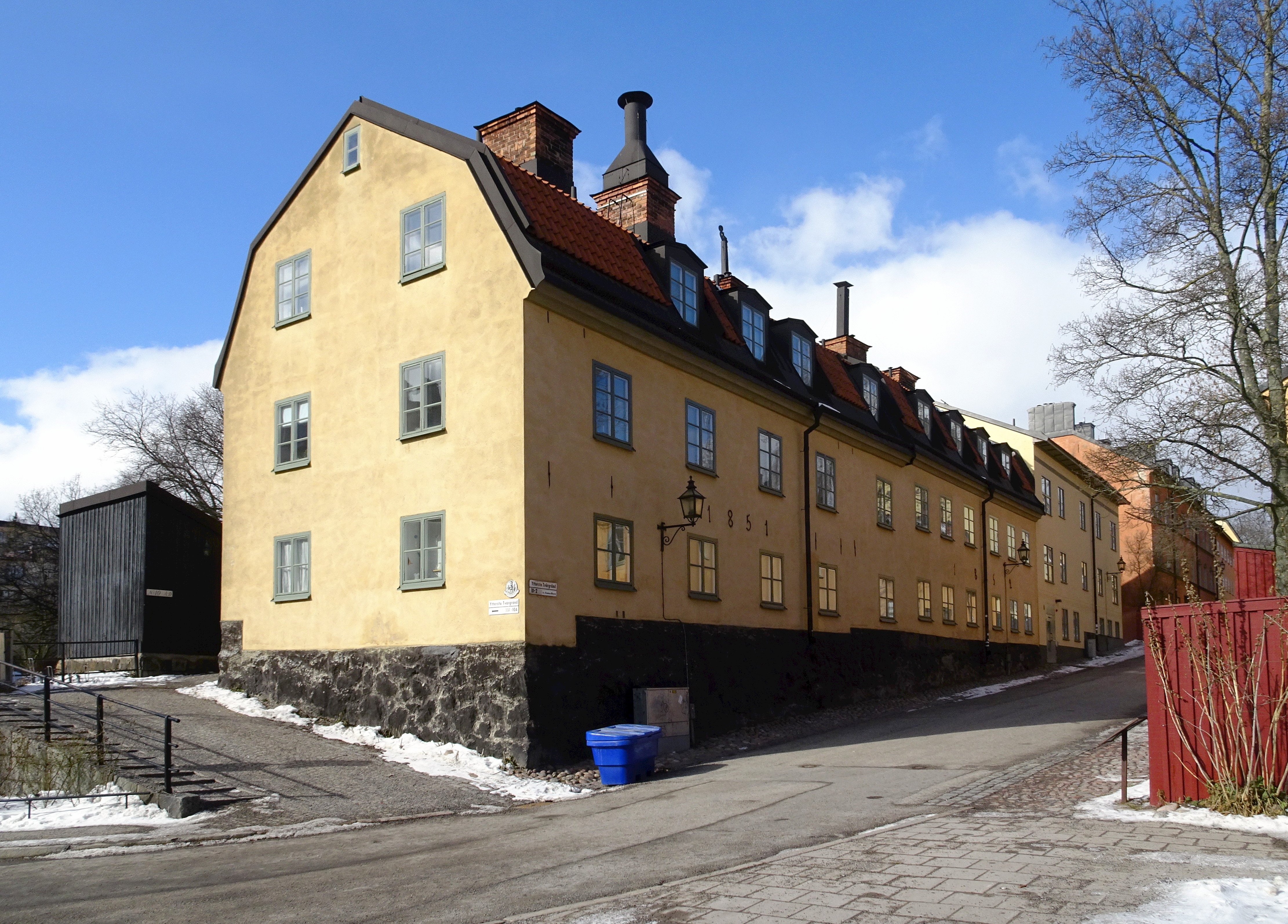
Yttersta Tvärgränd 10, byggår 1851–1852.
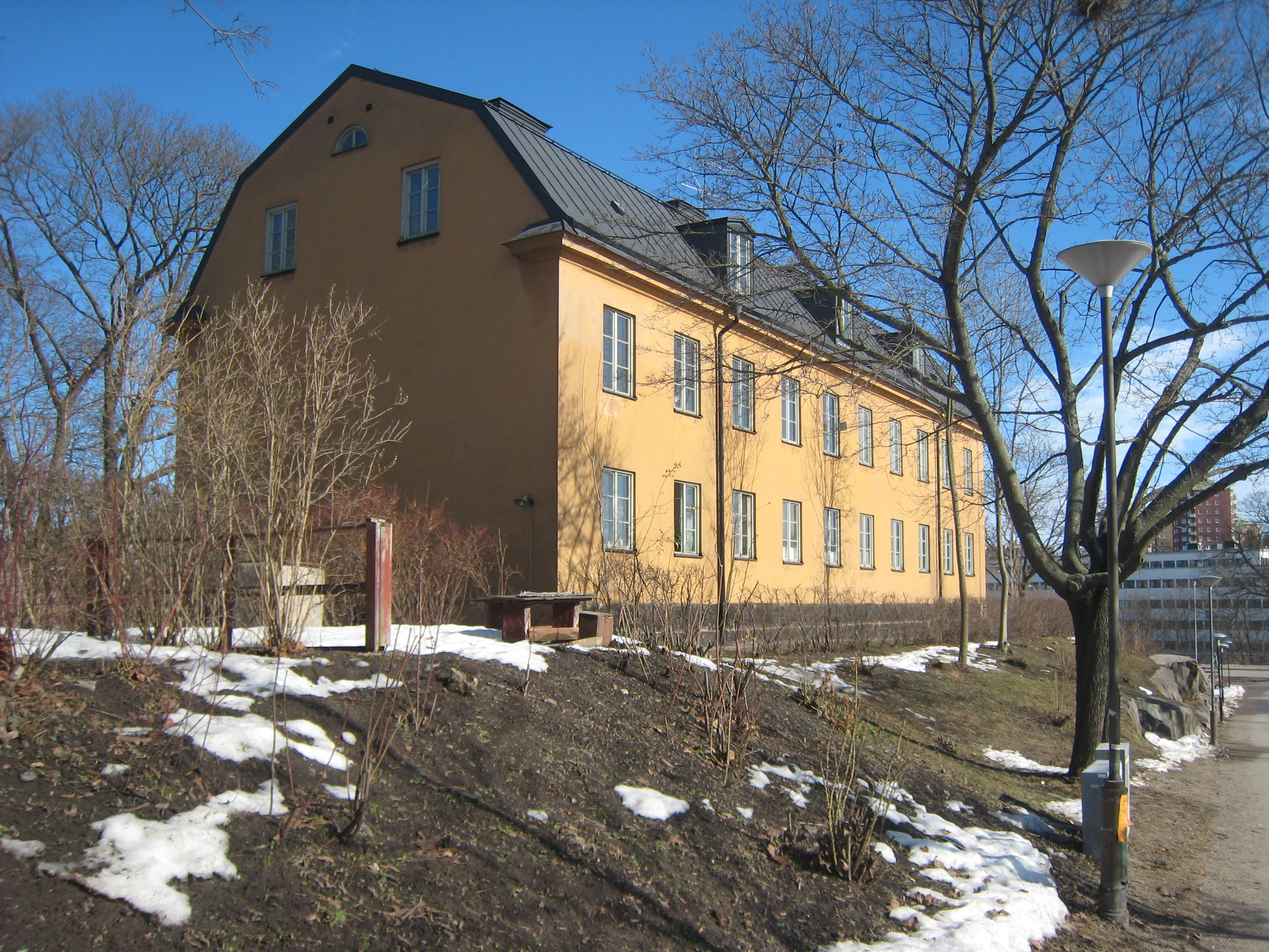
Gröna gården, byggår 1854.